# Manoir de Träskända
Le manoir de Träskända (en finnois : Träskändan kartano) est un manoir situé dans le quartier de Järvenperä à Espoo en Finlande

## Histoire
Le manoir de Träskända a été fondé au XVIIIe siècle. 
Les premiers propriétaires du manoir étaient des officiers et des fonctionnaires de Viapori. 
Le commandant de Viapori, Carl Nathanael af Klercker (1734–1817), acheta une ferme d'élevage appelée Storträsk en 1787, à laquelle il ajouta les terres de la ferme de Frantz en 1795 puis ceux de la ferme de Jofs en 1801. 
Les trois domaines ont été combinés et  on a commencé à parler du manoir de Träskända. 
Carl Nathanael Af Klercker lui-même a conçu le premier bâtiment principal du manoir dès 1796, et après cela, les travaux de construction du bâtiment principal de 700 mètres carrés ont commencé.
Af Klercker a servi plusieurs fois dans la guerre de Finlande de 1808-1809 en tant que commandant en chef adjoint et enfin en tant que commandant en chef. 
Après la guerre perdue, il s'installe en Suède et, en 1810, vend la ferme à son subordonné, le major Per Rudman Bergenstråle. 
Pendant la période Bergenstråle, les terres de la dernière ferme du village, la ferme Kärrans, sont ajoutées au manoir.
Le beau-père d'Aurora Karamzin, sénateur , plus tard procureur et homme libre , Carl Johan Walleen (1781–1867), achète la ferme en 1820 comme lieu de vacances d'été de sa famille . 
Carl Johan Walleen a construit un nouveau bâtiment principal et un grenier en brique conçu par Carl Ludvig Engel ainsi qu'un belvédère appelé le temple de Diane. 
Il a également transformé le parc en jardin à la française symétrique.
Après être devenue veuve en 1840, la propriétaire la plus célèbre du manoir, Aurora Demidov (née Karamzin), achetera le manoir de Träskända à son famille paternelle Walleen. 
Elle était attachée au manoir après y avoir passé une grande partie de son enfance. 
Elle a recherché des jardiniers français et allemands de Saint-Pétersbourg et a commencé à rénover le parc en un jardin paysager anglais à la mode. 
Les arbres du domaine Demidov ont été amenés au parc depuis l'Oural. 
Dans les années 1851-1852, Aurora Karamzin a agrandi le bâtiment principal et dans les années suivantes a construit d'autres dépendances dont une écurie.
L'empereur de Russie et grand-duc de Finlande, Alexandre II, vint au manoir le 16 septembre 1863, lorsqu'il arriva en Finlande pour ouvrir la Diète de Finlande.  
La visite de l'empereur comprenait un voyage de chasse au cours duquel, selon l'histoire, l'empereur a abattu un cerf allemand et un chêne connu sous le nom de chêne de l'empereur a été planté sur place. 
Dans la soirée, un dîner festif de onze plats et un bal ont été organisés. 
Pour la visite de l'empereur, un bâtiment de latrines hexagonal et une salle de danse temporaire ont été construits à Träskända.
Le bâtiment principal de l'époque d'Aurora Karamzin a été détruit dans un incendie en 1888. Quelques années plus tard, une grande partie du parc a été détruite dans une violente tempête. 
En 1895, Aurora Karamzin vendit le domaine de Träskända à la petite-fille de sa sœur Marie (née Linder) et à son  mari Adolf Törngren. 
Dans les années 1890, ils firent construire un nouveau bâtiment principal principalement destiné à un usage estival, conçu par le cabinet Gesellius-Lindgren-Saarinen.
Dans les années 1920, une nouvelle ère a commencé pour le manoir de Träskända, lorsque le manoir a été acheté par la municipalité d'Espoo. 
Le bâtiment principal actuel a été achevé en 1921 et représente le néo-baroque suédois. 
Ses façades ont été conçues par l'architecte suédois Isak Gustaf Clason, les plans de construction définitifs ont été préparés par les architectes Armas Lindgren et Bertel Liljequist.
Il a longtemps servi de maison de retraite. Le bâtiment principal du manoir est vide depuis 2006 et la ville d'Espoo lui cherche un nouvel usage.

## Galerie

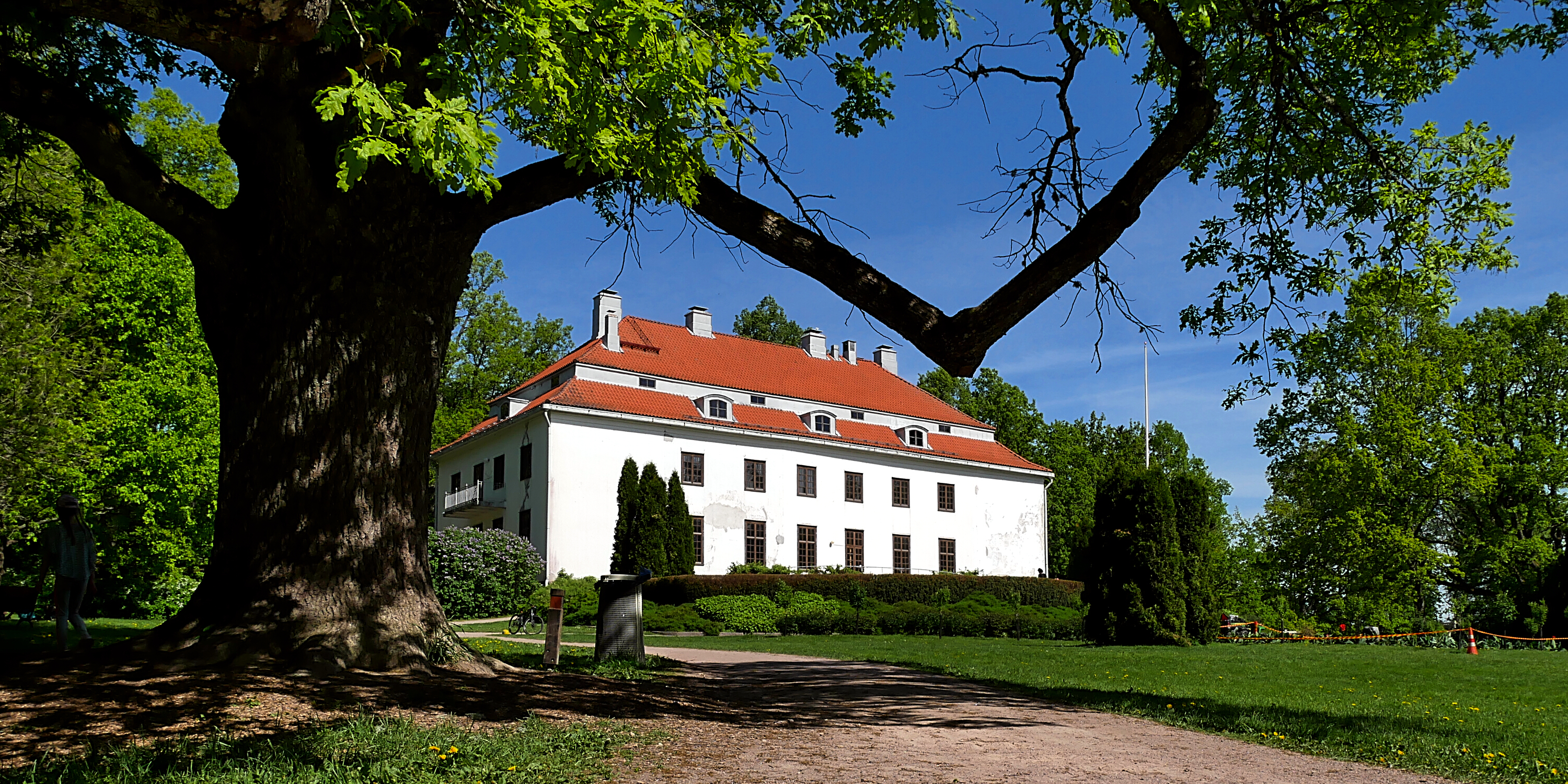
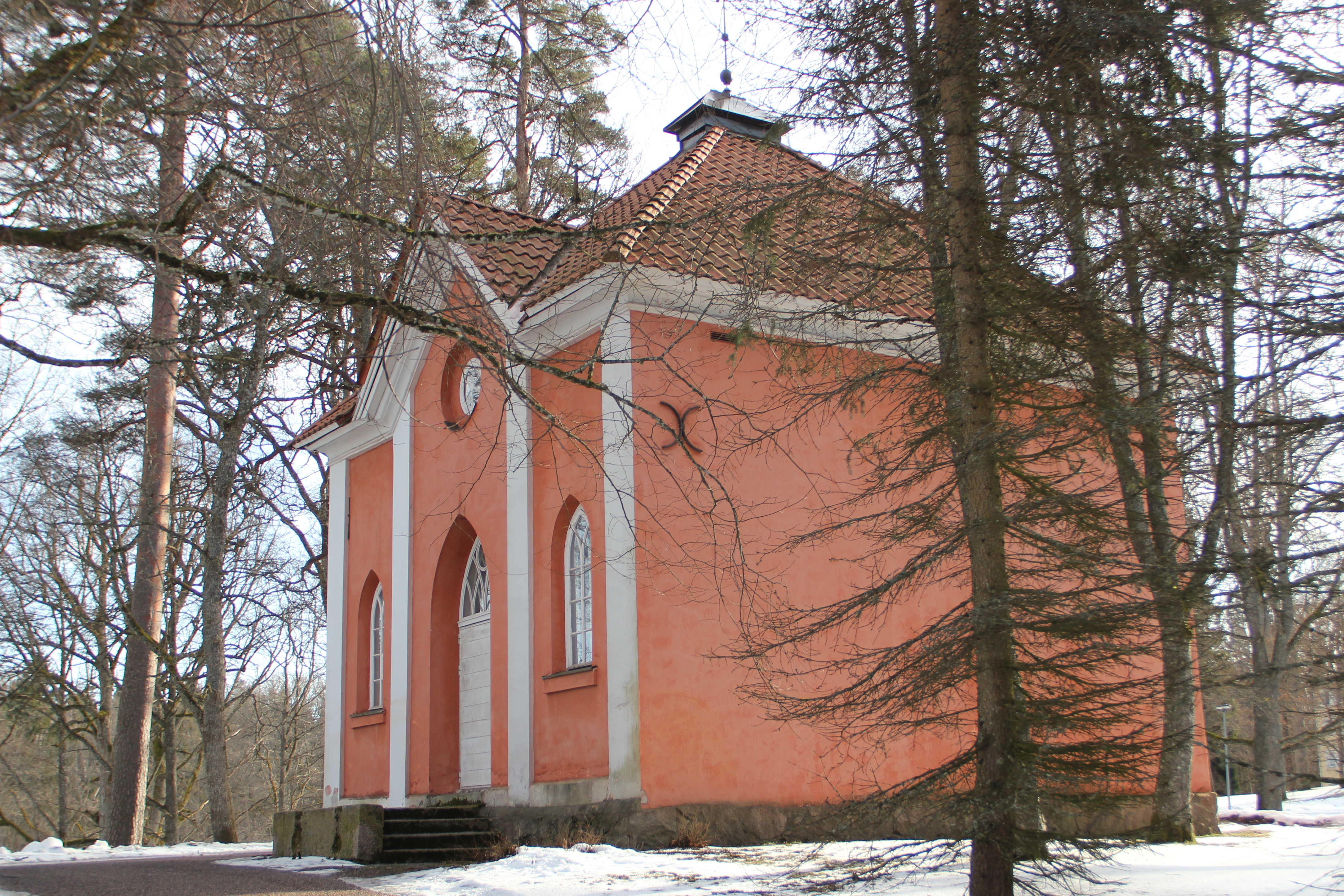
La chapelle.
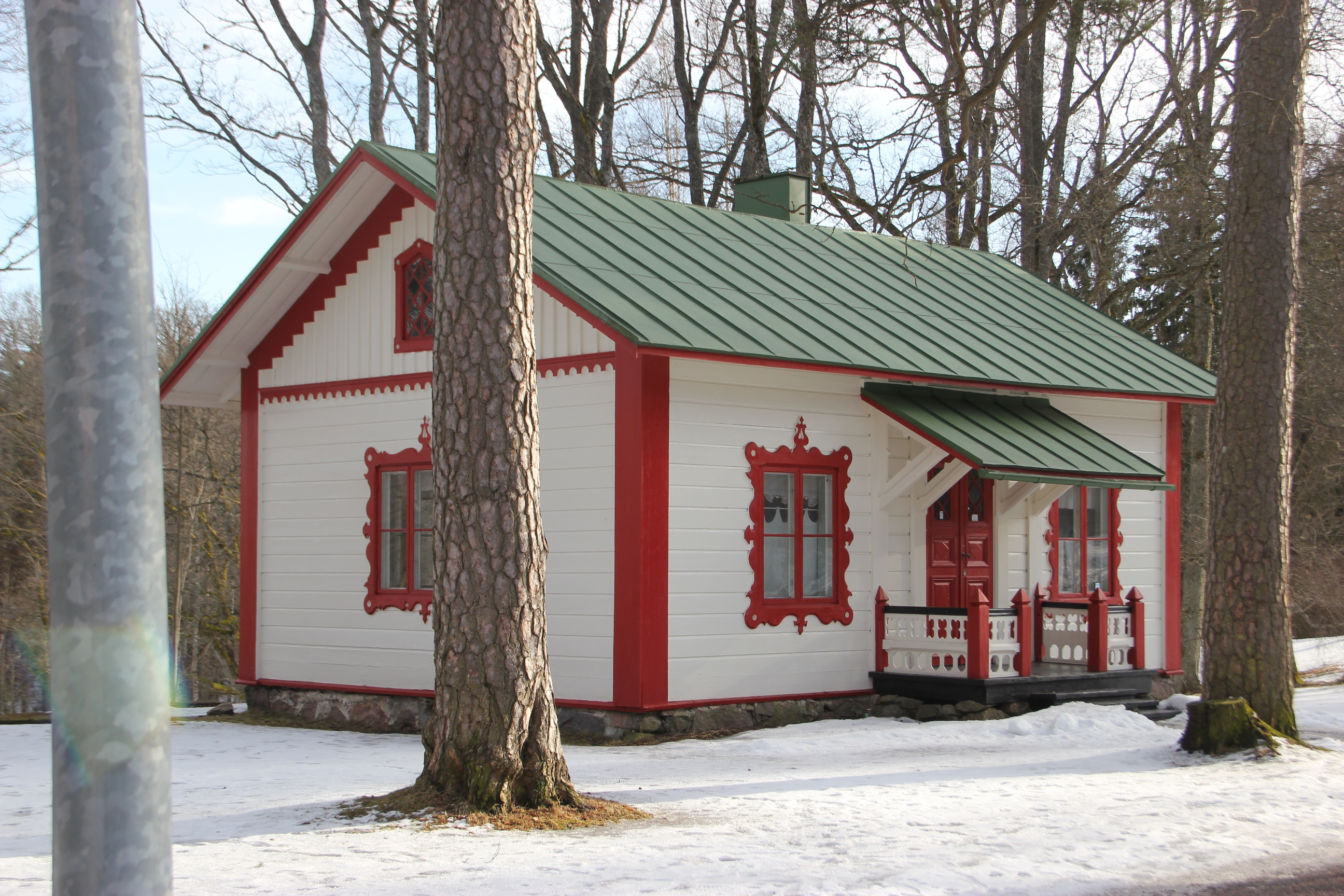
La maison Piparkakkutalo.
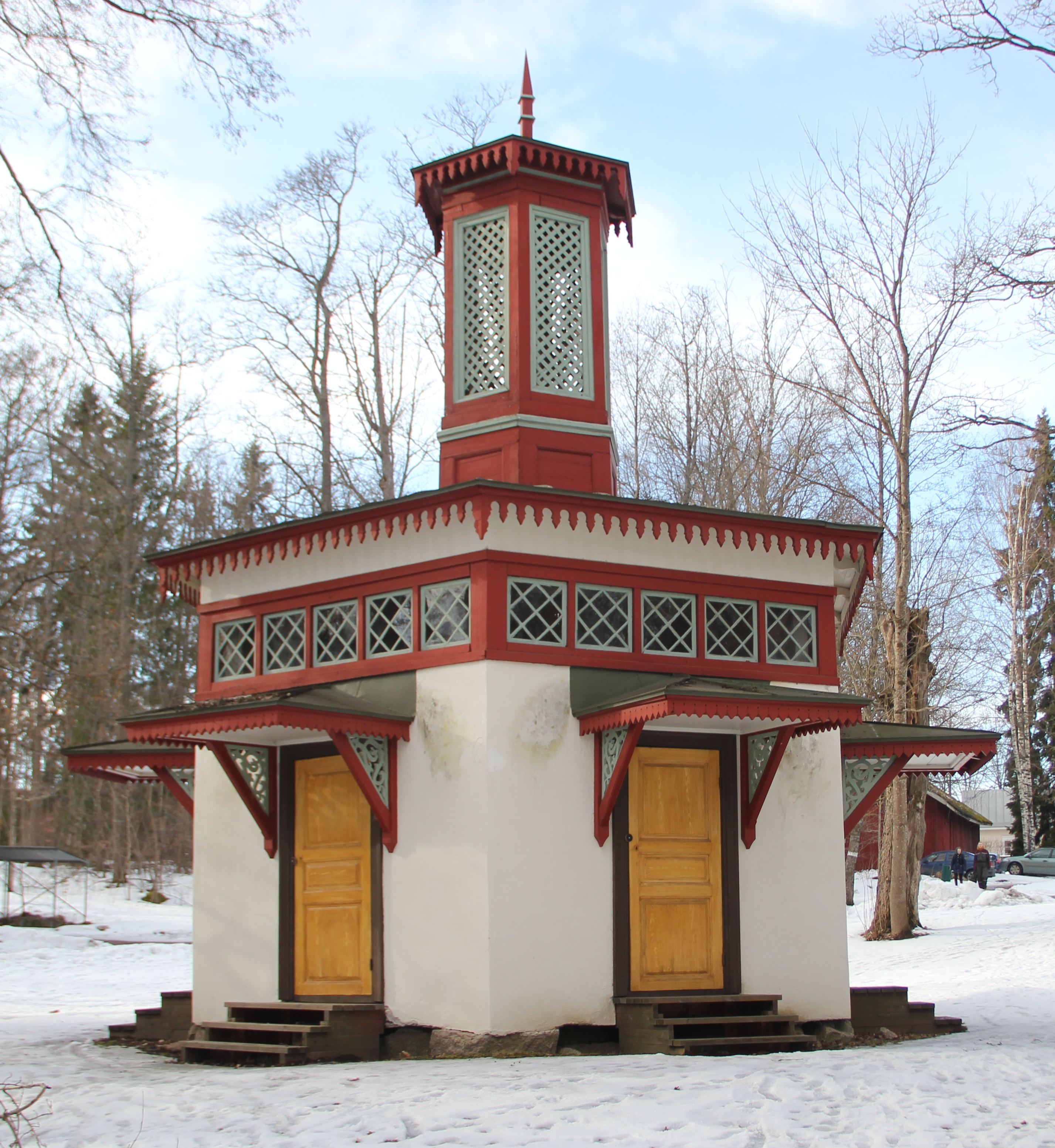
Salle extérieure impériale.
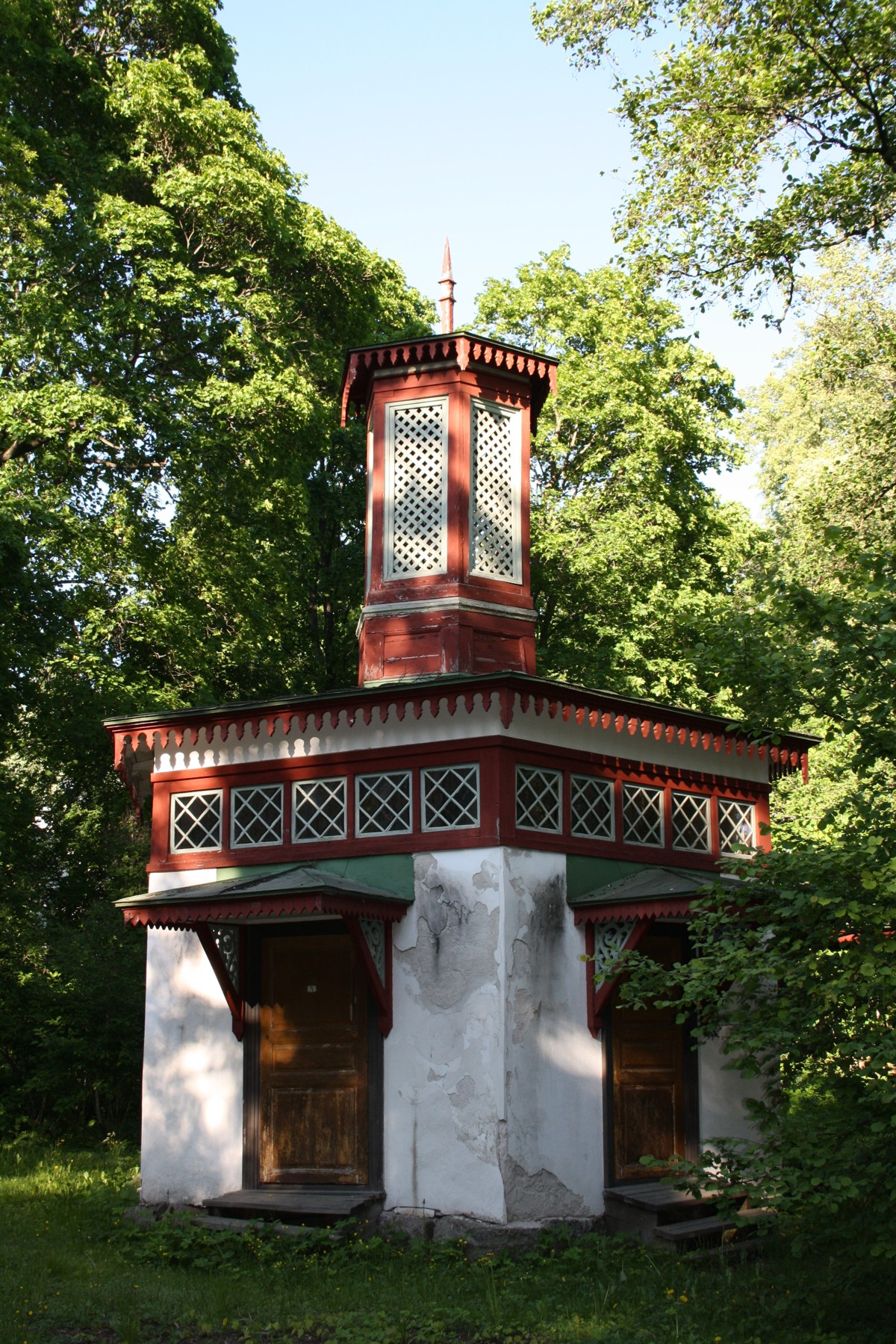
Les latrines.